# Seleção Iraniana de Basquetebol
A Seleção Iraniana de Basquetebol Masculino é a equipe que representa o Irã em competições internacionais. É mantida pela Federação de Basquetebol da República Islâmica do Irã (persa: فدراسیون بسکتبال جمهوری اسلامی ایران) filiada à FIBA desde 1947.